# Damias peramitatrix
Damias peramitatrix là một loài bướm đêm thuộc phân họ Arctiinae, họ Erebidae.